# Divizna švábovitá

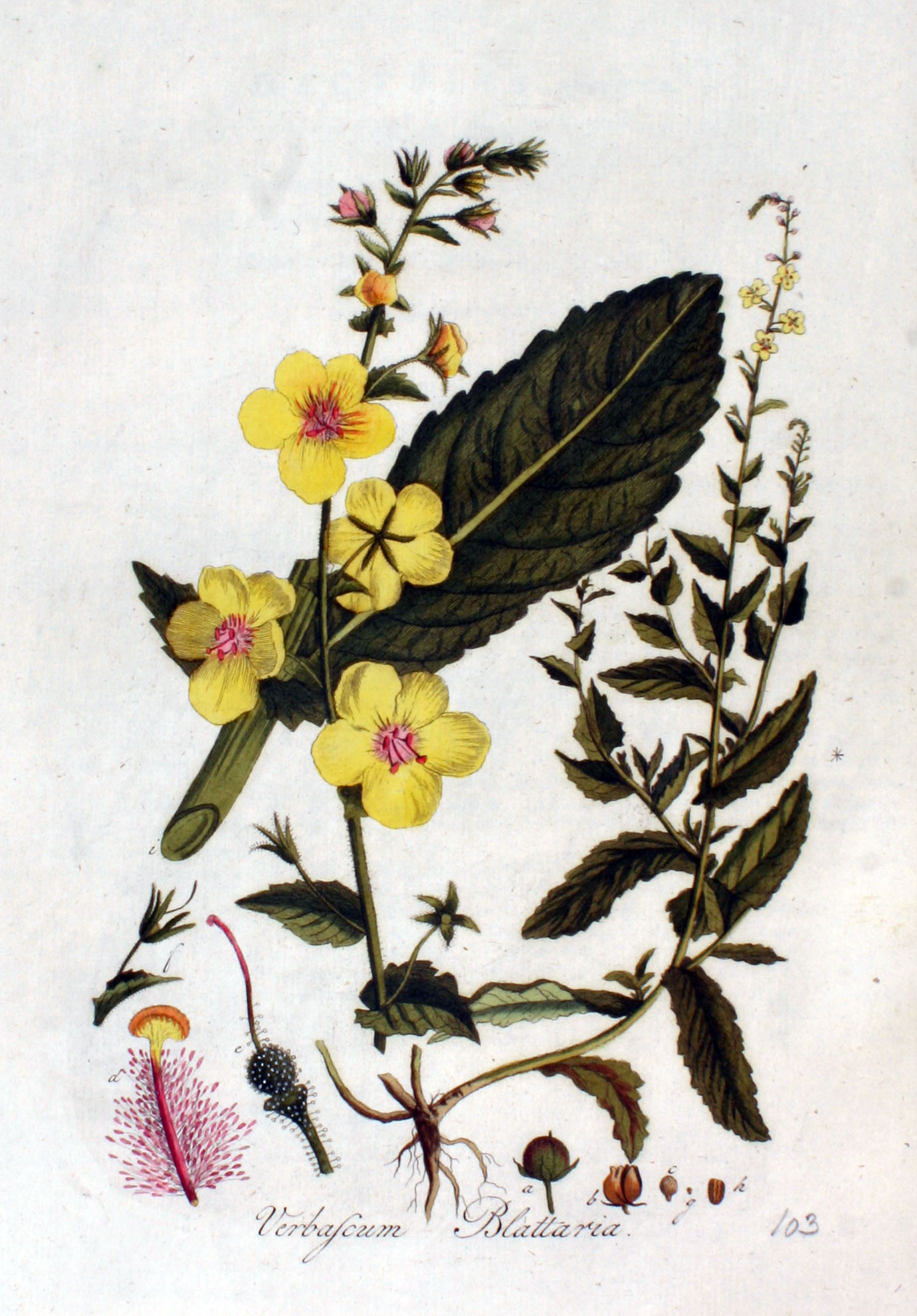
Zobrazení divizny švábovité

Divizna švábovitá (Verbascum blattaria) je statná, ale štíhlá, až metr vysoká, žlutě kvetoucí rostlina, jeden z přibližně deseti původních druhů rodu divizna rostoucích v přírodě České republiky. Zde se vyskytuje na stále menším počtu stanovišť a vzhledem k aktuální hrozbě, že z české přírody zmizí úplně, byla ve třetím vydání "Červeného seznamu cévnatých rostlin České republiky" z roku 2012 zařazena mezi silně ohrožené druhy (C2b).

## Výskyt
Roste téměř po celé Evropě až po Ural, Malou Asii a oblast Kavkazu, dále se nesouvisle vyskytuje na západní Sibiři, ve Střední a Jihozápadní Asii i na severu Číny, nachází se také v severozápadní Africe. Zavlečena byla též na některá území Severní a Jižní Ameriky. V České republice není příliš známá, nejrozšířenější je v teplých nížinách okolo Labe a dolních toků Moravy a Dyje.

## Ekologie
Divizna švábovitá je světlomilná, poměrně nenáročná bylina. Roste jak v půdě jílovité či hlinité, bohaté na živiny a dobře zásobené vodou, tak na místě písčitém až kamenitém, s nedostatkem humusu a vláhy nebo i slabě zasoleném; tyto rozdíly se však projeví na mohutnosti vzrůstu i v počtu květů. Nejčastěji se nachází na vlhkých loukách, mezích a pastvinách, na hrázích podél řek a vodních nádrží, na vlhkých náspech, rumištích nebo v příkopech okolo cest. Je považována za apofyt, jemuž nejlépe vyhovují mokrá až přeplavovaná stanoviště.
Semenáč vytváří prvým rokem pouze listovou růžici velkou 15 až 30 cm, ze které druhým rokem vyroste lodyha s květy rozkvétajícími od června do srpna.

## Popis
Dvouletá rostlina s přímou lodyhou vysokou až 120 cm, která vyrůstá z tmavého, silného, vřetenovitého kořene. Lodyha je silná, hranatá, obvykle nevětvená nebo jen v horní části, vespod bývá holá a výše žláznatě chlupatá. Listy v přízemní růžici jsou přisedlé nebo krátce řapíkaté, výše postavené jsou vždy střídavé, přisedlé a někdy mírně objímavé, směrem vzhůru se listy postupně zmenšují a plynule přecházejí do kopinatých, celokrajných listenů. Spodní listy mohou být velké 5 až 20 × 2 až 5 cm, jsou podlouhle kopinaté nebo podlouhle elipsovité, na bázi uťaté až srdčité, vrchol mají tupý a po obvodě bývají hluboce vroubkované, oboustranně jsou lysé.

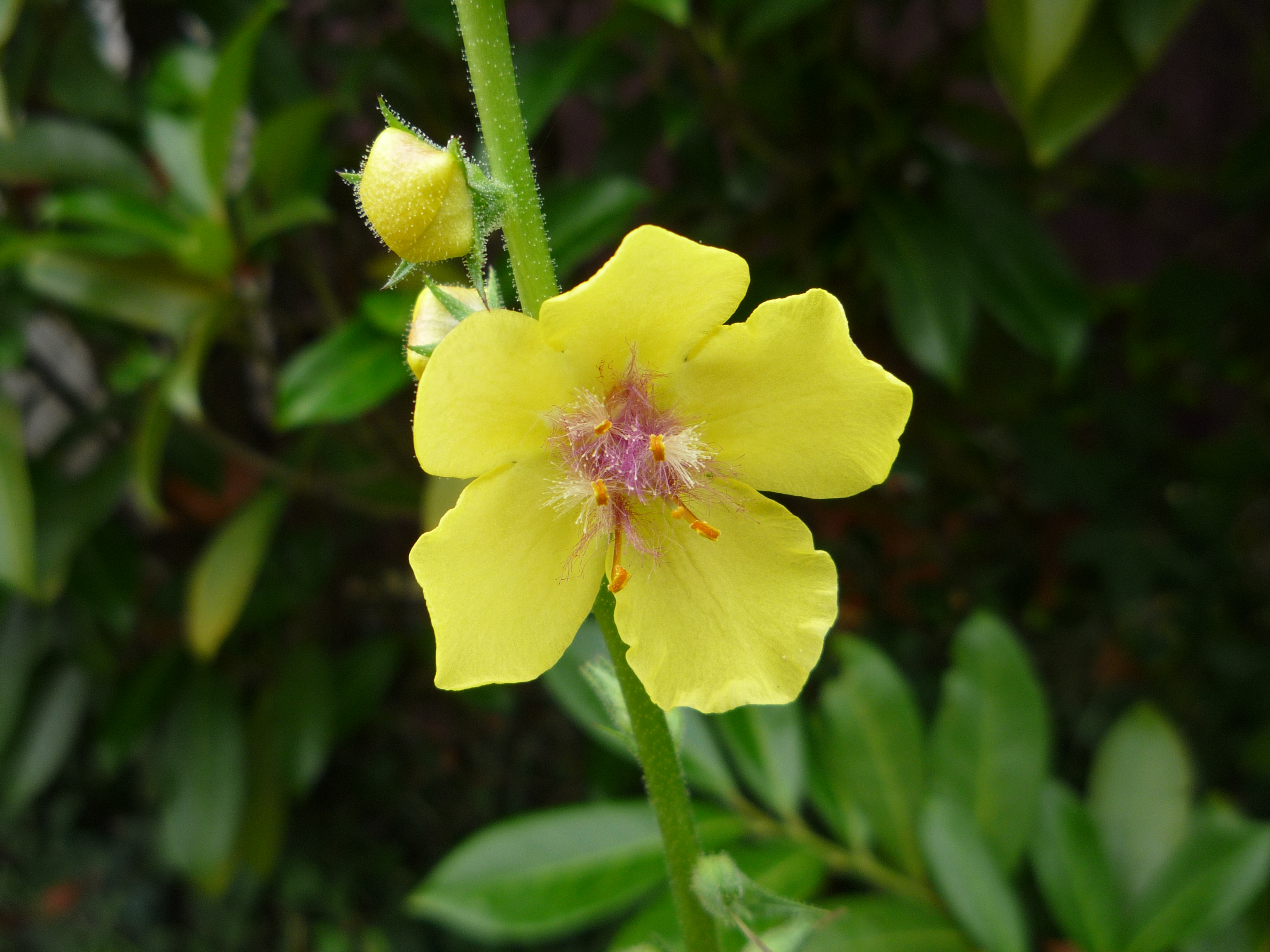
Květ

Žluté květy jednotlivě vyrůstají v horní části lodyhy na dlouhých stopkách, jsou pětičetné, oboupohlavné, asi 2 až 3 cm velké a společně vytvářejí řídký, jednoduchý, koncový hrozen dlouhý i 50 cm. Jejich kalich je až k bázi rozdělen na čárkovité, zevně chlupaté cípy. Kolovitá, světle žlutá koruna bývá v průměru velká asi 2,5 cm, zevně je chlupatá a někdy červenofialově naběhlá, její spodní lístek má žlázky vyměšující nektar. V květu je pět tyčinek s nestejně dlouhými, chlupatými, fialovými nitkami, dvě spodní jsou nejdelší i nejtlustší a mají prašníky podélné, dvě horní, s ledvinovitými prašníky, jsou kratší a pátá, s polokulovitým prašníkem, je nekratší. Prohnutou žláznatou čnělku, asi 1 cm dlouhou, ukončuje kulovitá blizna, na kterou pyl přenášejí hlavně čmeláci a včely. Ploidie druhu je 2n = 30.
Plod je vejčitá tobolka o průměru 5 až 8 mm. Obsahuje mnoho malých, tmavě hnědých semen s dlouhou životností. Semena jsou jedinou možností, jak se rostlina může rozmnožit, a do okolí je roznáší vítr nebo voda.

## Hybridizace
Divizna švábovitá se velmi ochotně kříží s jinými druhy, v české přírodě se příležitostně vyskytují tyto její hybridy:
- Verbascum ×bastardii Roem. et Schult. (V. blattaria × V. densiflorum)
- Verbascum ×divaricatum Kitt. (V. blattaria × V. phoeniceum)
- Verbascum ×flagriforme Pfund (V. blattaria × V. phlomoides)
- Verbascum ×intermedium Rupr. ex Pfund (V. blattaria × V. nigrum)
- Verbascum ×pseudoblattaria Schleich. ex W. D. J. Koch (V. blattaria × V. lychnitis)
- Verbascum ×vidavense Simonk. (V. blattaria × V. chaixii)[8]

## Význam
Květy divizny švábovité lze k léčitelským účelům použít obdobně jako květy divizny velkokvěté. V praxi k tomu ale nedochází, protože se rostlina vyskytuje poměrně omezeně a její květenství obsahuje malý počet květů, navíc je v ČR chráněnou rostlinou. Květy sloužily též při barvení alkoholických nápojů. Zralá semena obsahují látku rotenon, pro lidi toxickou mírně a pro hmyz a ryby silně, která se nyní stala předmětem intenzivního výzkumu. Podle tradice má rostlina schopnost odpuzovat šváby, odtud pochází její vědecké i české druhové jméno (latinsky blatta je šváb).

## Poznámka
V roce 1879 William James Beal, profesor botaniky na Michigan Agricultural College v East Lansing ve státě Michigan v USA, vložil více než dvacet druhů semen do láhví a zakopal je. Láhve byly v intervalu 5 a později 20 let otvírány a byla zkoušena klíčivost semen. V roce 2000 bylo vyseto 50 těchto 120 let starých semen divizny švábovité. Z nich vyrostlo, vykvetlo a vytvořilo plodná semena 23 rostlin. 